# スーパーボウル
スーパーボウル (英語: Super Bowl) は、NFLの優勝決定戦。アメリカンフットボール及び、アメリカ合衆国における最大のスポーツイベントである。NFLの2つのカンファレンス、アメリカン・フットボール・カンファレンス (AFC) とナショナル・フットボール・カンファレンス (NFC) の優勝チームの間で争われる。

## 概説
毎年2月上旬の日曜日に開催されており、スーパーボウル当日はスーパーボウルサンデー（Super Bowl Sunday）またはスーパーサンデーと呼ばれ、事実上アメリカの祝日となっており、年間で感謝祭に次いで2番目に食糧が多く消費されることでも知られる。200以上の国と地域でテレビ中継されており、特にアメリカでは毎年テレビ番組で年間最高視聴率を記録するなど、極めて注目度の高いコンテンツになっている。
1960年に誕生したアメリカン・フットボール・リーグ (AFL)が数年でNFLを脅かすライバルリーグに成長したことを受けて、1966年6月にNFLコミッショナーのピート・ロゼールとAFL創設者でカンザスシティ・チーフスオーナーのラマー・ハントとの間で会談がおこなわれ、両リーグの合併が合意に達した。それに伴い、リーグが統合されるまでの間、MLBのワールドシリーズに範をとり、AFLとNFLの優勝チームがシーズン終了後に対戦することも決定。1967年1月15日に第1回が行われた。そして1970年に両リーグが統合。第5回からは旧NFLチームが主に所属するNFCの代表と、旧AFLチームが主に所属するAFCの代表が対戦する形となって今に至っている。

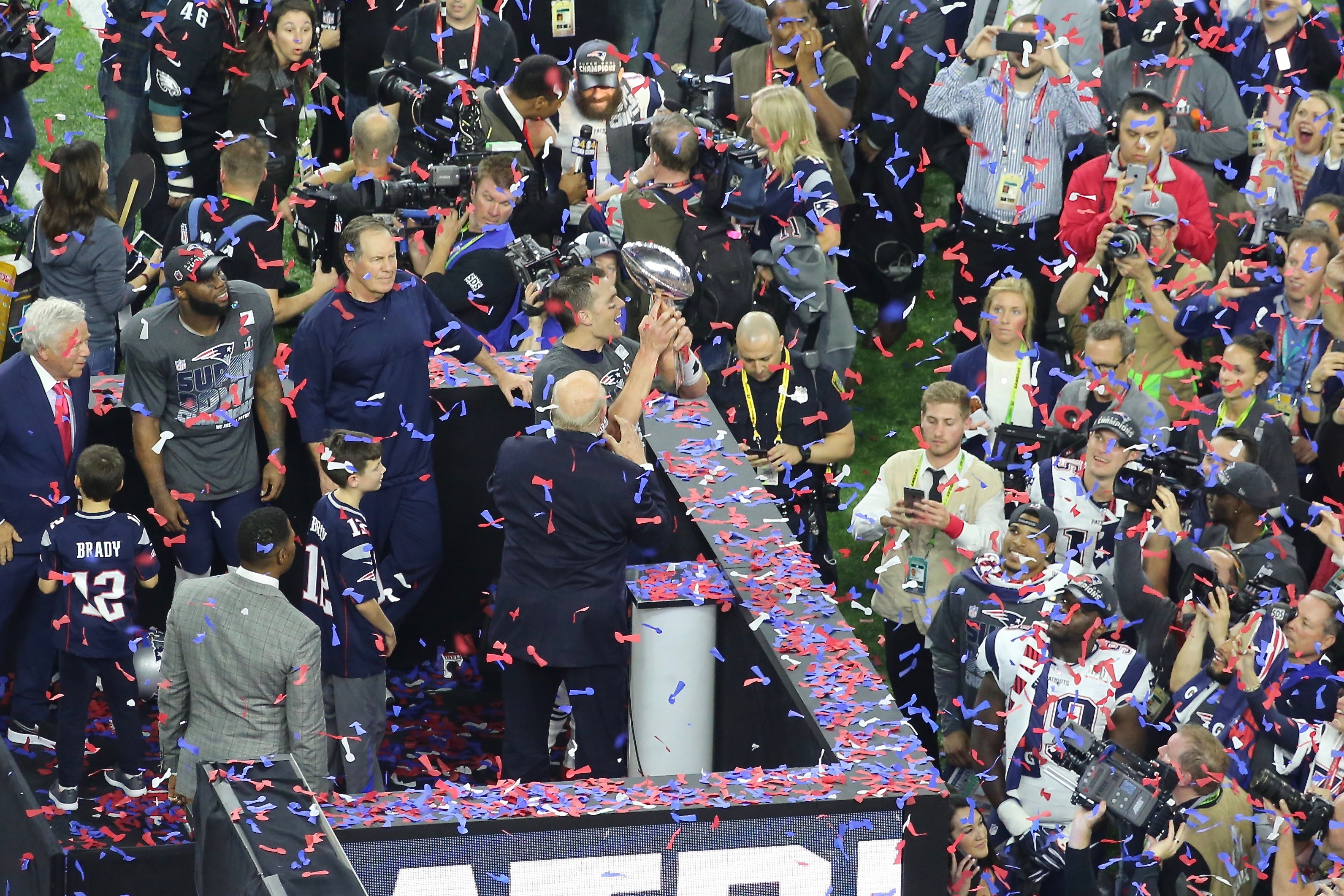
第51回スーパーボウルで優勝したニューイングランド・ペイトリオッツのトム・ブレイディがヴィンス・ロンバルディ・トロフィーを掲げる（2017年）

スーパーボウルの名付け親はラマー・ハントとされる。第1回当時の正式名称は「AFL-NFLワールドチャンピオンシップゲーム」であった。ハントは彼の子供たちが当時流行していた玩具のスーパーボールで遊んでいるのを見て、これとカレッジフットボールでポストシーズンに行われている「ボウル・ゲーム」の語を組み合わせた「スーパーボウル」という名称を考案し、大会名称を決定する会議で提案した。これに対しロゼールは「スーパー」という単語がくだけすぎていると難色を示したといわれている。しかし、「スーパーボウル」の方が世間に定着したことから、第3回からは正式名称となり、第2回までも遡ってスーパーボウルと呼ばれるようになった。
スーパーボウルに優勝したチームには、ティファニー社製のヴィンス・ロンバルディ・トロフィーと呼ばれるトロフィーが与えられる。名を冠されているヴィンス・ロンバルディはグリーンベイ・パッカーズの名コーチとして知られ、第1回と第2回のスーパーボウルを連覇している。また、優勝チームのメンバーにはスーパーボウル・リングと呼ばれるチャンピオンリングが与えられる。この指輪をもつことはNFL選手にとって最高の名誉である。スーパーボウルの優勝回数が最も多いのはピッツバーグ・スティーラーズとニューイングランド・ペイトリオッツの6回、出場回数が最も多いのはニューイングランド・ペイトリオッツの11回である。

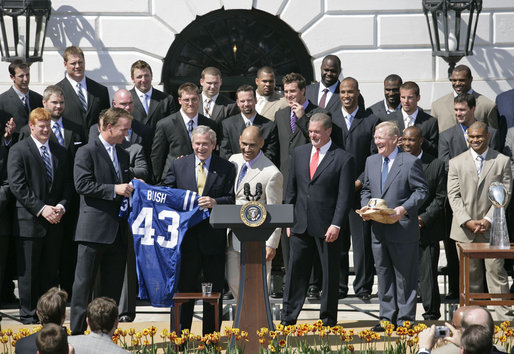
第41回スーパーボウルで優勝したペイトン・マニング率いるインディアナポリス・コルツの選手達とジョージ・W・ブッシュ大統領、ホワイトハウスにて（2007年）

スーパーボウル優勝チームはホワイトハウスに招待されることが慣例となっている。ただし第20回に優勝したシカゴ・ベアーズはその2日後にチャレンジャー号爆発事故が起きたため、ホワイトハウスの訪問が実現しなかった。また第45回に優勝したグリーンベイ・パッカーズのデズモンド・ビショップはIDを忘れたため中に入ることができなかった。
世界一の経済大国であるアメリカ最大の祭典であることから、経済規模が非常に大きい。例えば、第47回の再販の観戦チケット代は平均3278ドルであり、特別室での観戦では31万5000ドルとマンションの購入金額に匹敵する価格水準である。CM枠が世界一高額なことで知られており、テレビ局の広告収入は2億2000万ドルを超えたと試算されている。経済誌『フォーブス』の2015年の発表によると、スーパーボウルのブランド価値は5億8000万ドルであり、1日あたりのそれであれば夏季オリンピックやFIFAワールドカップを凌ぐ。

### 開催地

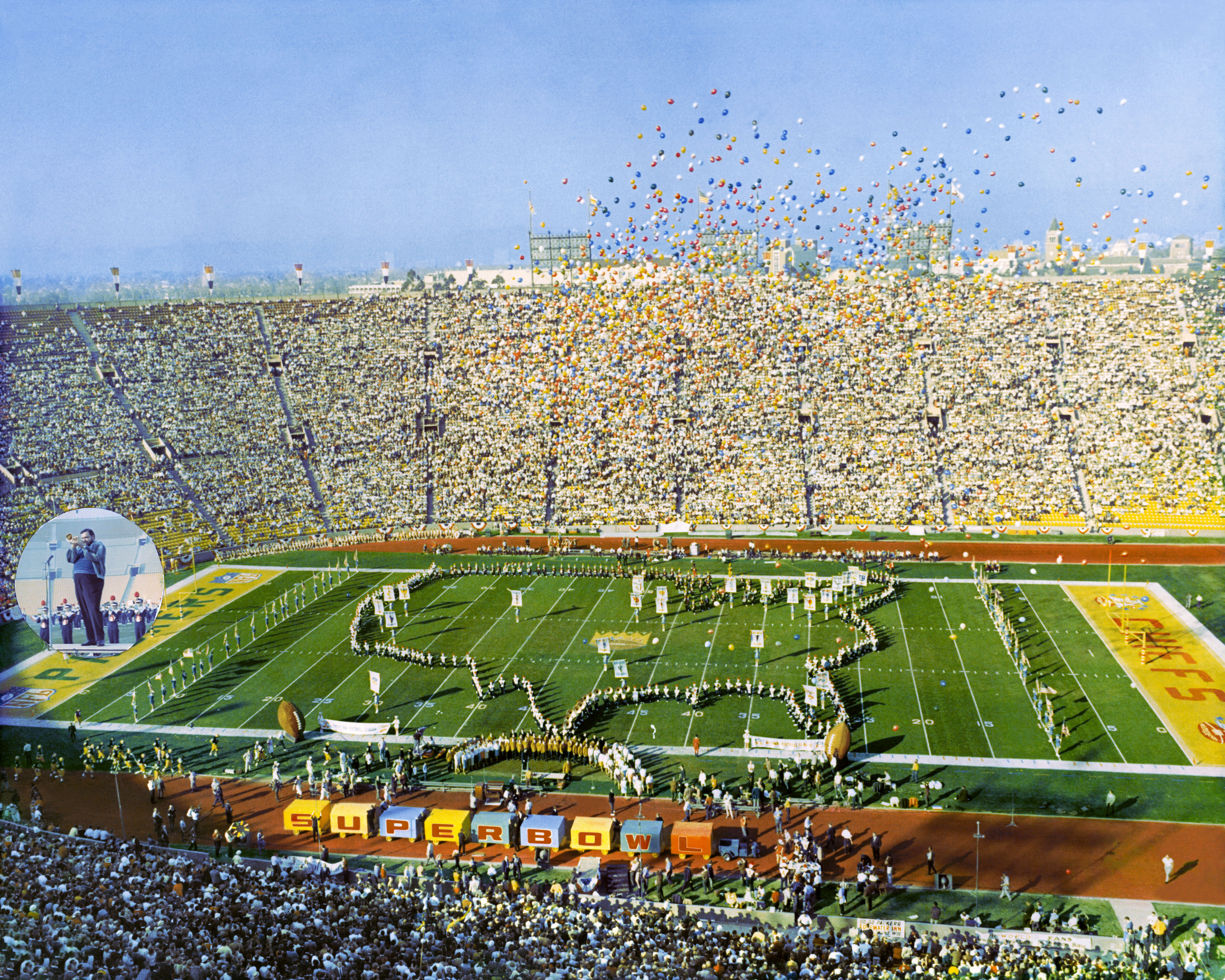
第1回スーパーボウルが開催されたロサンゼルス・メモリアル・コロシアム（1967年）

その名に相応しく、収容人員6万人以上のスタジアムしか使用しないという規定が存在する。しかし、レギュラーシーズンでもチームによってはチケットの入手が難しいNFLだけに、スーパーボウルのチケットは更に入手困難である。チケットは一般販売されず、出場チームそれぞれに20パーセント程度・開催するスタジアムのある州を本拠とするチームに合わせて10パーセント程度・全チームに1パーセント程度分配する。残りをリーグが取引先・代理店・スポンサーに販売する形を取っている。分配を受けたチームもまず一般販売をせず、スポンサーやシーズン・チケット購入者に優先して販売する。このような入手困難性もあり、クルーザー・別荘使用権と交換を依頼する人がいたり、抽選当選の通知が指名手配犯をおびき出す為の囮に使われた事などもある。
また、スーパーボウルは中継する各国のテレビクルー・報道機関・観客に留まらず、その雰囲気を味わおうとする観光客やアメリカンフットボール・ファンも訪れ、開催都市には莫大な経済効果をもたらすと言われ、多くの都市が開催を希望する。開催地はオーナー会議によって数年前に決定する。

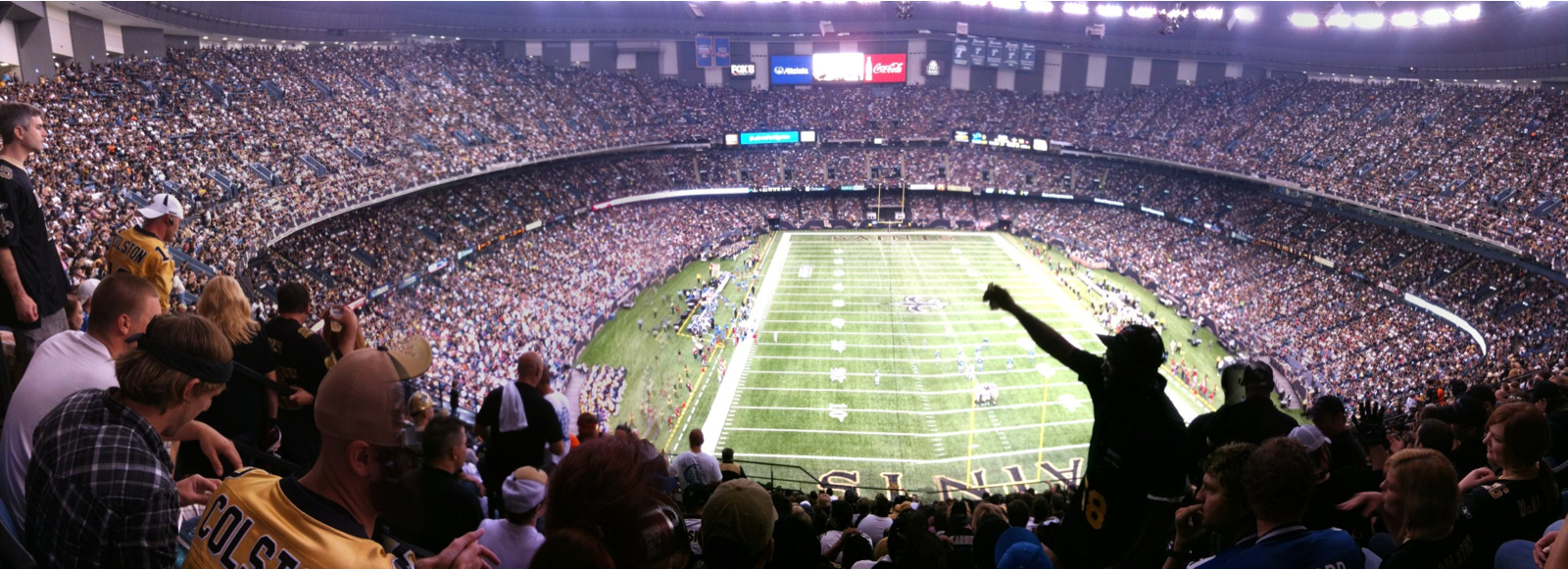
メルセデス・ベンツ・スーパードーム（ニューオーリンズ）は、最多の7度のスーパーボウル開催スタジアムである。

開催立候補する都市には前述のスタジアムの収容人数の他、それだけの観光客を受け入れられる宿泊施設・交通網などの施設が整っていることが求められ、そのため観光地や大都市圏が選ばれることが多い（これまでの最小規模はジャクソンビル都市圏の人口約135万人）。そして、毎年2月の第1日曜日に開催するため、2月の平均気温が10度以上の温暖な気候地帯であるか、風雪に耐えられるドーム球場があるという条件も満たす必要がある。そのため、フロリダ州、カリフォルニア州、アリゾナ州といったある程度温暖な地域やニューオーリンズ、アトランタ、ミネアポリス、デトロイトといったドーム球場を持つ都市などに開催地が偏ってしまうという事が難点として挙げられる。特に寒冷地で開催される場合、ドーム球場がすでにあるか、開催までに建設されることが絶対条件とされてきた。実際、第44回はニューヨーク、第49回はカンザスシティでそれぞれ開催予定だったが、前者はニューヨーク・ジェッツのドーム球場新設、後者はカンザスシティ・チーフスの本拠地アローヘッド・スタジアムの改修が白紙になったためにいずれも撤回され別の開催地に変更されている。しかし第48回の開催地はニューヨーク近郊のニュージャージー州イーストラザフォードに建設されたメットライフ・スタジアムとなった。同スタジアム周辺の2月の平均気温は-4℃近くという寒冷地であり、過去の例から考えると極めて異例の決定となった。実際多くのNFL関係者が「寒冷地での開催は一度きりの例外」と語っている。

### スーパーボウルの呪い
長年スーパーボウル開催のスタジアムを本拠とするチームはそのシーズンのスーパーボウルに出場したことがなく、このことは、スーパーボウルの有名なジンクスとなっていた。2019年シーズンまでにマイアミ・ドルフィンズは11回、ニューオーリンズ・セインツは10回ホームスタジアムが開催地となったものの、1度も本拠地開催のスーパーボウルに進出できていない。なお、カリフォルニア州パサデナにあるローズボウルで開催された第11回、第14回のスーパーボウルにオークランド・レイダース、ロサンゼルス・ラムズがそれぞれ出場したが、いずれもオークランド、ロサンゼルスをフランチャイズとするチームではあるが、ローズボウルは本拠地ではない。第19回にはサンフランシスコ・フォーティナイナーズが、隣接市にあるスタンフォード・スタジアムでのスーパーボウルに出場したが、これも同様である。第48回は、当時NFLで唯一2つのチームが本拠地とするメットライフ・スタジアムで開催されることになったことでジンクスが破られる可能性が例年より高まったが、ニューヨーク・ジャイアンツ、ニューヨーク・ジェッツともにプレーオフにすら進出できなかった。2017年シーズン、ミネソタ・バイキングスがスーパーボウル開催地をホームとするチームとしては過去最高のレギュラーシーズンの戦績13勝3敗を記録し、NFC第2シードを手にした。しかし、そのバイキングスもNFCチャンピオンシップでフィラデルフィア・イーグルスに敗れてしまい、スーパーボウルに進出することはできなかった。しかし、2020年シーズンにNFC第5シードから勝ち上がったタンパベイ・バッカニアーズがNFCチャンピオンシップでグリーンベイ・パッカーズを破り、本拠地であるレイモンド・ジェームス・スタジアムで更にNFCチャンピオンが奇数回のホームチーム扱いで第55回への進出を決めたことでこのジンクスが破られることになり、タンパベイはこの大会を優勝で飾っている。呪いの解けた翌年第56回には再び開催地SoFiスタジアムを本拠とするロサンゼルス・ラムズが進出し、ロードチーム扱いだったが勝利している。

### ハーフタイムショー

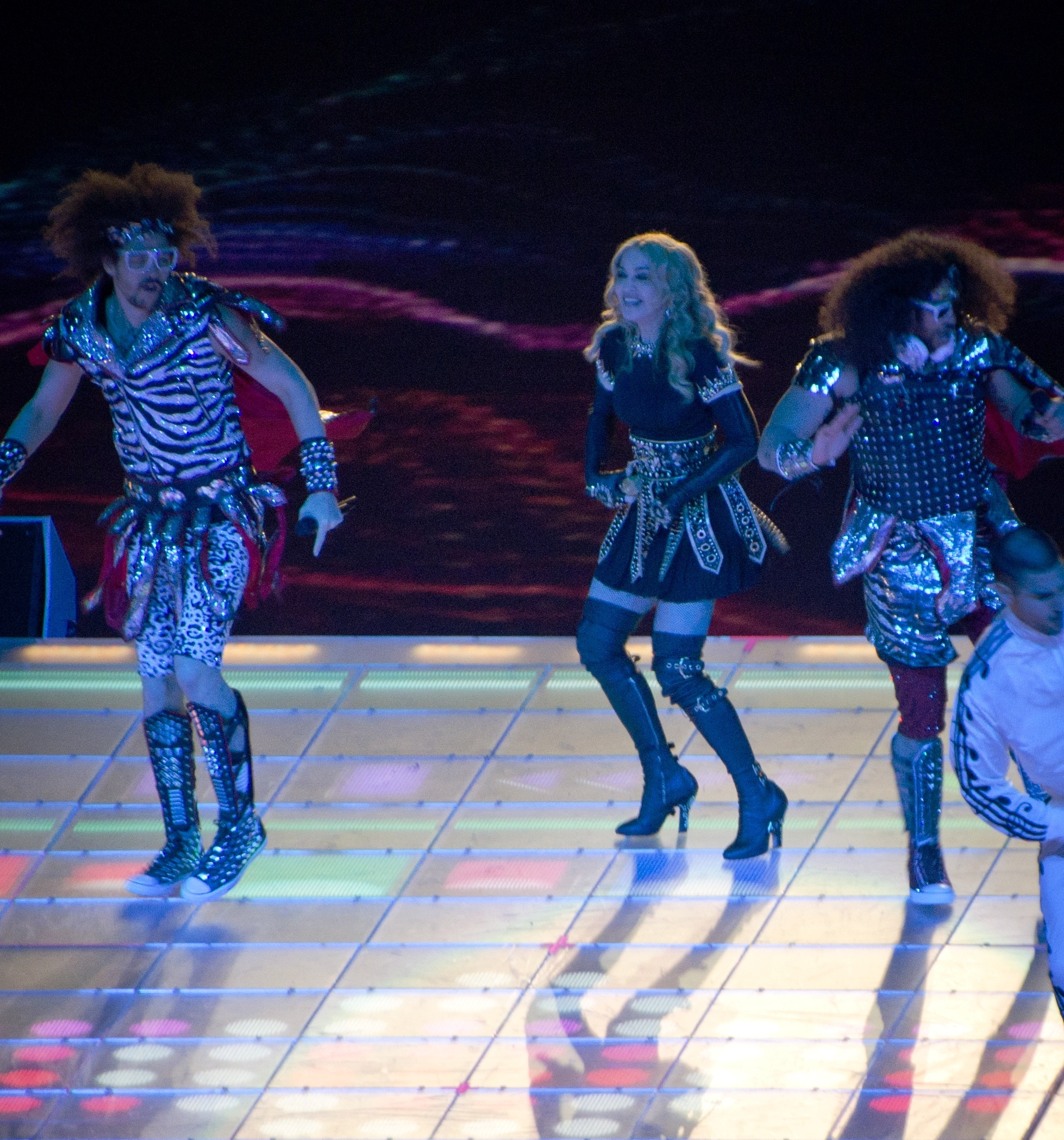
第46回スーパーボウルハーフタイムショーでパフォーマンスするマドンナ

前半と後半の間に行われるハーフタイムショーに代表されるエンターテインメントも有名であり、特に1993年のマイケル・ジャクソン以降は、毎回有名歌手等によるミニコンサートが開催されるほか、試合前の国歌独唱にも多くの有名歌手が起用されている。2005年のハーフタイムショーを任されたポール・マッカートニーが「スーパーボウルでライブを頼まれるほど名誉なことはない」と声明を発表するなど、世界的アーティストにとっても非常に権威のある舞台となっている。
ハーフタイムショー自体はスーパーボウル創設当初から行われていたが、1980年代まではカントリーミュージシャン等の出演者が多く「ハーフタイムショーに入ると視聴率が10%近く落ちる」という問題を抱えていたという。これを改善したいNFLサイドがマイケル・ジャクソンへ出演を依頼。マイケル側も当初は難色を示したものの、スーパーボウルが世界中で中継される上に世界各地に駐留しているアメリカ軍関係者にライブで見てもらえることが決め手となり最終的に出演を承諾した。結果的に前半戦の視聴率よりもマイケルのハーフタイムショーの方が高く、大成功を収めた。出演後、マイケルにギャラを提示したところマイケルは「夢を見るにはお金はかからないよ」とギャランティーを断った。以降、ハーフタイムショーに出演するアーティストはノーギャラ（交通費・宿泊費等の経費は支払われる。また当該歌手がチャリティー活動等への支援を行っている場合、チャリティーを実施する財団・基金等へ寄付を行う場合はある）であり、また出演することは「成功の証」となっている。
2004年のジャネット・ジャクソンの胸露出、2012年のM.I.A.の不適切なジェスチャーなど最近では何らかの放送事故が起き、それにより賠償騒ぎが起こる例がある。そのため、生放送での放送事故を防ぐため、遅延送出システムにより数秒間遅れで放送されることになっている。
ハーフタイムショーに関しては、「ハーフタイムに視聴者が一斉にトイレを使うことで上下水道に一気に負荷がかかり、水道管破裂等の問題が起きるのを防ぐために行われている」という都市伝説まで存在する。「1984年にソルトレイクシティで実際に水道管が破裂した」と具体的に都市名まで挙げられることもあるが、水道管が破裂したのは事実であるものの、スーパーボウルと水道管破裂の間に因果関係はない。ただ2007年にはマイアミ市で、市当局が住民にハーフタイム中のトイレの使用を控えるよう呼びかけた事例も起きており、一部の都市では実際にリスクを抱えている。

### 対テロ対策
大規模なイベントのためテロの標的となる可能性が高い。2001年9月11日に発生したアメリカ同時多発テロ事件以降は特に厳重な対策が取られており、約60の機関が協力して地上にある対策本部に集まっている。監視は地上・上空および海上で行われている。

### スーパーボウル指数
米国国内では長年にわたりNFC側が勝つとNYダウが上昇し、AFC側が勝つと下落するジンクスがあった。第1回の1967年から1997年までの一致率は60%を超え、1981〜97年には16回/17年という的中率であった。ただし、同じ出典 がまとめた1997〜2020年の的中率は41.6%にすぎず、近年ではこの「スーパーボウル指数」への信頼度は下降している。

## 中継放送

### テレビ
| NFL          | スーパーボウル                       | 40.0% |
| 大学アメフト | カレッジフットボール・プレーオフ決勝 | 9.0%  |
| 大学バスケ   | NCAAトーナメント決勝                 | 7.8%  |
| NBA          | NBAファイナル第5戦                   | 7.0%  |
| MLB          | ワールドシリーズ第5戦                | 6.0%  |
| NHL          | スタンレーカップファイナル第7戦      | 1.5%  |
| MLS          | MLSカップ                            | 0.8%  |

スーパーボウルの放映はアメリカ4大ネットワークのうちNFLの放映権を持つネットワークが持ち回りで放映権を獲得して生中継する。
スーパーボウルはアメリカで最も人気のあるプロスポーツリーグの優勝決定戦であり、同国のテレビ番組で年間視聴率ナンバーワンを記録し続けている。アメリカのテレビ史においても、歴代視聴者数トップ10の番組の中でスーパーボウルが9つを占めている。エーシーニールセン調べによるテレビ中継の視聴率は1991年以降25年連続で40%を超えている。第49回大会（2015年）ではアメリカのテレビ史上の最多視聴者数を更新した。第50回大会（2016年）では、視聴率が46.6%、視聴者数が1億1190万人であった。また、部分的に観戦した人を含めた視聴者数は約1億6700万人と推定されている。

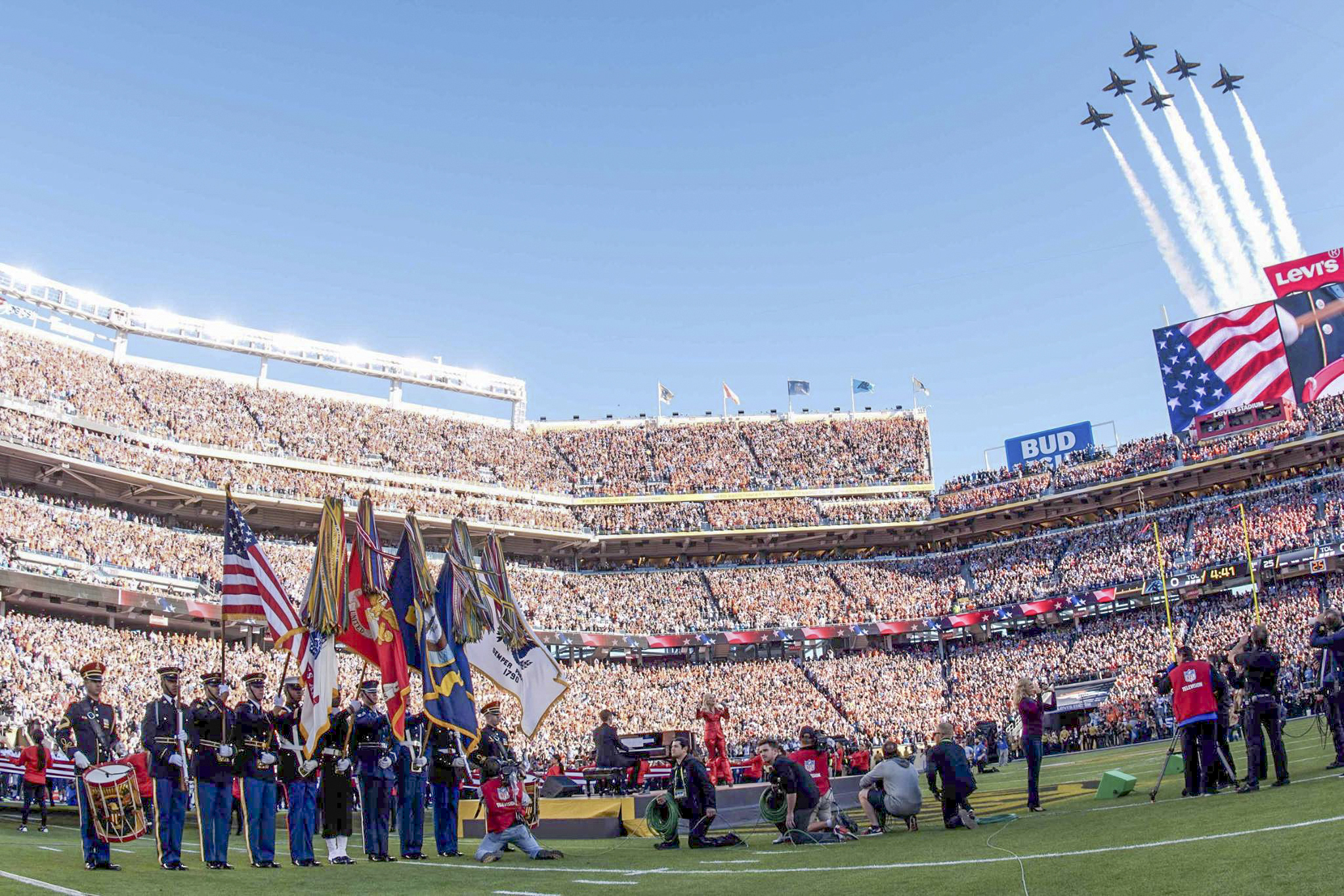
レディ・ガガによる国歌斉唱の終了と同時にアメリカ軍の戦闘機がスタジアム上空を儀式的に飛来するフライオーバー、2016年の第50回スーパーボウル

このため、テレビ中継に流されるCM枠の価格は世界で最も高価で、大手企業の大金を惜しみなくつぎ込んだコマーシャルが見られることでも知られている。2013年の時点で、CM枠の価格は30秒枠で平均380万ドルといわれる。このCM枠は初期の時代には一般のTVCMとほぼ変わらない内容のものが流されてきたが、スーパーボウル専用のCMで全米に大きな影響を及ぼした例としては、1974年の第8回スーパーボウルにおけるマスター・ロックの「Tough Under Fire」、1980年の第14回スーパーボウルにてコカ・コーラが放映したジョー・グリーン主演の「Hey Kid, Catch!」 等が挙げられる。その後、Apple Computerが1984年の第18回スーパーボウルでMacintoshの発売告知のコマーシャル「1984」 を放映し一躍名を知られるようになったことで、その流れが決定的な物となった。また、中継終了後にはウォルト・ディズニー・ワールド・リゾート（フロリダ州）のCMが1987年の第21回スーパーボウルから毎年放映されており、CMに勝利チームの主力選手が登場するのが恒例となっている。しかし、このCM枠は消費者に与える影響が良くも悪くも余りに巨大 な事から、一般のCM以上に演出の起伏が極端な映像が流される要因ともなっている。
2000年代以降におけるアメリカ国内のテレビCMでは、映像に占めるユーモアの割合が平均で2割程度なのに対して、スーパーボウル枠専用のCMではその割合が5割以上にも達し、年間CMのトップ10に挙げられる物が多い一方でワースト10に同時に入るものも数多く見られる。広告解析の専門企業であるエース・メトリクスのCEOのピーター・ダボールによると、「広告において最悪の事態は、それが視聴者の怒りを買う結果を招く事ではなく、誰の関心も誘わない事である。好意でも嫌悪でもない中立は、広告にとって死に等しい。」としており、結果として人によっては不快に感じるかも知れないが、不買行動を含む極度の憎悪を招くまでは至らない技法として、ユーモアの要素が過度に注ぎ込まれる事になっているという。それでも、近年では企業は炎上などのマイナスの波及効果が発生する事を恐れて、映像表現は次第に控えめになってきているとされている。
アメリカ国外では、世界200以上の国と地域で生中継される。テレビ視聴者数としてはUEFAチャンピオンズリーグ決勝に続き世界で2番目に多く視聴されている。日本では、日テレジータスが生放送し、DAZNとDAZN/NFL GAMEPASSが生配信する。過去に生放送/配信を行っていたところとしてはTBS系列、日本テレビ系列の地上波、NHK BS1、GAORAがある。

### ラジオ
アメリカ国内外の主要ラジオ局で放送する。日本では、2015年にJ-WAVEにより初めてのラジオ中継が行われた。

## 歴代試合結果
| AFL-NFLチャンピオンシップ | AFL-NFLチャンピオンシップ | AFL-NFLチャンピオンシップ          | AFL-NFLチャンピオンシップ | AFL-NFLチャンピオンシップ              | AFL-NFLチャンピオンシップ                         | AFL-NFLチャンピオンシップ      | AFL-NFLチャンピオンシップ | AFL-NFLチャンピオンシップ |
| 回                        | 開催日                    | AFL                                | スコア                    | NFL                                    | MVP                                               | 開催地                         | 観客数                    | 放送局                    |
| ------------------------- | ------------------------- | ---------------------------------- | ------------------------- | -------------------------------------- | ------------------------------------------------- | ------------------------------ | ------------------------- | ------------------------- |
| 1                         | 1967年01月15日            | カンザスシティ・チーフス           | 10 - 35                   | グリーンベイ・パッカーズ               | バート・スター (QB)                               | ロサンゼルス                   | 61,946                    | CBS NBC                   |
| 2                         | 1968年01月14日            | オークランド・レイダース           | 14 - 33                   | グリーンベイ・パッカーズ               | バート・スター (QB)                               | マイアミ                       | 75,546                    | CBS                       |
| 3                         | 1969年01月12日            | ニューヨーク・ジェッツ             | 16 - 07                   | ボルチモア・コルツ                     | ジョー・ネイマス (QB)                             | マイアミ                       | 75,389                    | NBC                       |
| 4                         | 1970年01月11日            | カンザスシティ・チーフス           | 23 - 07                   | ミネソタ・バイキングス                 | レン・ドーソン (QB)                               | ニューオーリンズ               | 80,562                    | CBS                       |
| NFLチャンピオンシップ     |                           |                                    |                           |                                        |                                                   |                                |                           |                           |
| 回                        | 開催日                    | AFC                                | スコア                    | NFC                                    | MVP                                               | 開催地                         | 観客数                    | 放送局                    |
| 5                         | 1971年01月17日            | ボルチモア・コルツ                 | 16 - 13                   | ダラス・カウボーイズ                   | チャック・ハウリー (LB)                           | マイアミ                       | 79,204                    | NBC                       |
| 6                         | 1972年01月16日            | マイアミ・ドルフィンズ             | 03 - 24                   | ダラス・カウボーイズ                   | ロジャー・ストーバック (QB)                       | ニューオーリンズ               | 81,023                    | CBS                       |
| 7                         | 1973年01月14日            | マイアミ・ドルフィンズ             | 14 - 07                   | ワシントン・レッドスキンズ             | ジェイク・スコット (S)                            | ロサンゼルス                   | 90,182                    | NBC                       |
| 8                         | 1974年01月13日            | マイアミ・ドルフィンズ             | 24 - 07                   | ミネソタ・バイキングス                 | ラリー・ゾンカ (RB)                               | ヒューストン                   | 71,882                    | CBS                       |
| 9                         | 1975年01月12日            | ピッツバーグ・スティーラーズ       | 16 - 06                   | ミネソタ・バイキングス                 | フランコ・ハリス (RB)                             | ニューオーリンズ               | 80,997                    | NBC                       |
| 10                        | 1976年01月18日            | ピッツバーグ・スティーラーズ       | 21 - 17                   | ダラス・カウボーイズ                   | リン・スワン (WR)                                 | マイアミ                       | 80,187                    | CBS                       |
| 11                        | 1977年01月09日            | オークランド・レイダース           | 32 - 14                   | ミネソタ・バイキングス                 | フレッド・ビレトニコフ (WR)                       | パサデナ                       | 103,438                   | NBC                       |
| 12                        | 1978年01月15日            | デンバー・ブロンコス               | 10 - 27                   | ダラス・カウボーイズ                   | ハーベイ・マーティン (DE) ランディ・ホワイト (DT) | ニューオーリンズ               | 76,400                    | CBS                       |
| 13                        | 1979年01月21日            | ピッツバーグ・スティーラーズ       | 35 - 31                   | ダラス・カウボーイズ                   | テリー・ブラッドショー (QB)                       | マイアミ                       | 79,484                    | NBC                       |
| 14                        | 1980年01月20日            | ピッツバーグ・スティーラーズ       | 31 - 19                   | ロサンゼルス・ラムズ                   | テリー・ブラッドショー (QB)                       | パサデナ                       | 103,985                   | CBS                       |
| 15                        | 1981年01月25日            | オークランド・レイダース           | 27 - 10                   | フィラデルフィア・イーグルス           | ジム・プランケット (QB)                           | ニューオーリンズ               | 76,135                    | NBC                       |
| 16                        | 1982年01月24日            | シンシナティ・ベンガルズ           | 21 - 26                   | サンフランシスコ・フォーティナイナーズ | ジョー・モンタナ (QB)                             | ポンティアック                 | 81,270                    | CBS                       |
| 17                        | 1983年01月30日            | マイアミ・ドルフィンズ             | 17 - 27                   | ワシントン・レッドスキンズ             | ジョン・リギンズ (RB)                             | パサデナ                       | 103,667                   | NBC                       |
| 18                        | 1984年01月22日            | ロサンゼルス・レイダース           | 38 - 09                   | ワシントン・レッドスキンズ             | マーカス・アレン (RB)                             | タンパ                         | 72,920                    | CBS                       |
| 19                        | 1985年01月20日            | マイアミ・ドルフィンズ             | 16 - 38                   | サンフランシスコ・フォーティナイナーズ | ジョー・モンタナ (QB)                             | スタンフォード                 | 84,059                    | ABC                       |
| 20                        | 1986年01月26日            | ニューイングランド・ペイトリオッツ | 10 - 46                   | シカゴ・ベアーズ                       | リチャード・デント (DE)                           | ニューオーリンズ               | 73,818                    | NBC                       |
| 21                        | 1987年01月25日            | デンバー・ブロンコス               | 20 - 39                   | ニューヨーク・ジャイアンツ             | フィル・シムズ (QB)                               | パサデナ                       | 101,063                   | CBS                       |
| 22                        | 1988年01月31日            | デンバー・ブロンコス               | 10 - 42                   | ワシントン・レッドスキンズ             | ダグ・ウィリアムス (QB)                           | サンディエゴ                   | 73,302                    | ABC                       |
| 23                        | 1989年01月22日            | シンシナティ・ベンガルズ           | 16 - 20                   | サンフランシスコ・フォーティナイナーズ | ジェリー・ライス (WR)                             | マイアミ                       | 75,129                    | NBC                       |
| 24                        | 1990年01月28日            | デンバー・ブロンコス               | 10 - 55                   | サンフランシスコ・フォーティナイナーズ | ジョー・モンタナ (QB)                             | ニューオーリンズ               | 72,919                    | CBS                       |
| 25                        | 1991年01月27日            | バッファロー・ビルズ               | 19 - 20                   | ニューヨーク・ジャイアンツ             | オーティス・アンダーソン (RB)                     | タンパ                         | 73,813                    | ABC                       |
| 26                        | 1992年01月26日            | バッファロー・ビルズ               | 24 - 37                   | ワシントン・レッドスキンズ             | マーク・リッピン (QB)                             | ミネアポリス                   | 63,130                    | CBS                       |
| 27                        | 1993年01月31日            | バッファロー・ビルズ               | 17 - 52                   | ダラス・カウボーイズ                   | トロイ・エイクマン (QB)                           | パサデナ                       | 98,374                    | NBC                       |
| 28                        | 1994年01月30日            | バッファロー・ビルズ               | 13 - 30                   | ダラス・カウボーイズ                   | エミット・スミス (RB)                             | アトランタ                     | 72,817                    | NBC                       |
| 29                        | 1995年01月29日            | サンディエゴ・チャージャーズ       | 26 - 49                   | サンフランシスコ・フォーティナイナーズ | スティーブ・ヤング (QB)                           | マイアミ                       | 74,107                    | ABC                       |
| 30                        | 1996年01月28日            | ピッツバーグ・スティーラーズ       | 17 - 27                   | ダラス・カウボーイズ                   | ラリー・ブラウン (CB)                             | テンピ                         | 76,347                    | NBC                       |
| 31                        | 1997年01月26日            | ニューイングランド・ペイトリオッツ | 21 - 35                   | グリーンベイ・パッカーズ               | デズモンド・ハワード (KR/PR)                      | ニューオーリンズ               | 72,301                    | FOX                       |
| 32                        | 1998年01月25日            | デンバー・ブロンコス               | 31 - 24                   | グリーンベイ・パッカーズ               | テレル・デービス (RB)                             | サンディエゴ                   | 68,912                    | NBC                       |
| 33                        | 1999年01月31日            | デンバー・ブロンコス               | 34 - 19                   | アトランタ・ファルコンズ               | ジョン・エルウェイ (QB)                           | マイアミ                       | 74,803                    | FOX                       |
| 34                        | 2000年01月30日            | テネシー・タイタンズ               | 16 - 23                   | セントルイス・ラムズ                   | カート・ワーナー (QB)                             | アトランタ                     | 72,625                    | ABC                       |
| 35                        | 2001年01月28日            | ボルチモア・レイブンズ             | 34 - 07                   | ニューヨーク・ジャイアンツ             | レイ・ルイス (LB)                                 | タンパ                         | 71,921                    | CBS                       |
| 36                        | 2002年02月03日            | ニューイングランド・ペイトリオッツ | 20 - 17                   | セントルイス・ラムズ                   | トム・ブレイディ (QB)                             | ニューオーリンズ               | 72,922                    | FOX                       |
| 37                        | 2003年01月26日            | オークランド・レイダース           | 21 - 48                   | タンパベイ・バッカニアーズ             | デクスター・ジャクソン (S)                        | サンディエゴ                   | 67,603                    | ABC                       |
| 38                        | 2004年02月01日            | ニューイングランド・ペイトリオッツ | 32 - 29                   | カロライナ・パンサーズ                 | トム・ブレイディ (QB)                             | ヒューストン                   | 71,525                    | CBS                       |
| 39                        | 2005年02月06日            | ニューイングランド・ペイトリオッツ | 24 - 21                   | フィラデルフィア・イーグルス           | ディオン・ブランチ (WR)                           | ジャクソンビル                 | 78,125                    | FOX                       |
| 40                        | 2006年02月05日            | ピッツバーグ・スティーラーズ       | 21 - 10                   | シアトル・シーホークス                 | ハインズ・ウォード (WR)                           | デトロイト                     | 68,206                    | ABC                       |
| 41                        | 2007年02月04日            | インディアナポリス・コルツ         | 29 - 17                   | シカゴ・ベアーズ                       | ペイトン・マニング (QB)                           | マイアミ                       | 74,512                    | CBS                       |
| 42                        | 2008年02月03日            | ニューイングランド・ペイトリオッツ | 14 - 17                   | ニューヨーク・ジャイアンツ             | イーライ・マニング (QB)                           | グレンデール                   | 71,101                    | FOX                       |
| 43                        | 2009年02月01日            | ピッツバーグ・スティーラーズ       | 27 - 23                   | アリゾナ・カージナルス                 | サントニオ・ホームズ (WR)                         | タンパ                         | 70,774                    | NBC                       |
| 44                        | 2010年02月07日            | インディアナポリス・コルツ         | 17 - 31                   | ニューオーリンズ・セインツ             | ドリュー・ブリーズ (QB)                           | マイアミ                       | 74,059                    | CBS                       |
| 45                        | 2011年02月06日            | ピッツバーグ・スティーラーズ       | 25 - 31                   | グリーンベイ・パッカーズ               | アーロン・ロジャース (QB)                         | アーリントン                   | 103,219                   | FOX                       |
| 46                        | 2012年02月05日            | ニューイングランド・ペイトリオッツ | 17 - 21                   | ニューヨーク・ジャイアンツ             | イーライ・マニング (QB)                           | インディアナポリス             | 68,658                    | NBC                       |
| 47                        | 2013年02月03日            | ボルチモア・レイブンズ             | 34 - 31                   | サンフランシスコ・フォーティナイナーズ | ジョー・フラッコ (QB)                             | ニューオーリンズ               | 71,024                    | CBS                       |
| 48                        | 2014年02月02日            | デンバー・ブロンコス               | 08 - 43                   | シアトル・シーホークス                 | マルコム・スミス (LB)                             | ニューヨーク/ ニュージャージー | 82,529                    | FOX                       |
| 49                        | 2015年02月01日            | ニューイングランド・ペイトリオッツ | 28 - 24                   | シアトル・シーホークス                 | トム・ブレイディ (QB)                             | グレンデール                   | 70,288                    | NBC                       |
| 50                        | 2016年02月07日            | デンバー・ブロンコス               | 24 - 10                   | カロライナ・パンサーズ                 | ボン・ミラー (LB)                                 | サンタクララ                   | 71,088                    | CBS                       |
| 51                        | 2017年02月05日            | ニューイングランド・ペイトリオッツ | 34 - 28 (OT)              | アトランタ・ファルコンズ               | トム・ブレイディ (QB)                             | ヒューストン                   | 70,807                    | FOX                       |
| 52                        | 2018年02月04日            | ニューイングランド・ペイトリオッツ | 33 - 41                   | フィラデルフィア・イーグルス           | ニック・フォールズ (QB)                           | ミネアポリス                   | 67,612                    | NBC                       |
| 53                        | 2019年02月03日            | ニューイングランド・ペイトリオッツ | 13 - 03                   | ロサンゼルス・ラムズ                   | ジュリアン・エデルマン (WR)                       | アトランタ                     | 70,081                    | CBS                       |
| 54                        | 2020年02月02日            | カンザスシティ・チーフス           | 31 - 20                   | サンフランシスコ・フォーティナイナーズ | パトリック・マホームズ (QB)                       | マイアミ・ガーデンズ           | 62,417                    | FOX                       |
| 55                        | 2021年02月07日            | カンザスシティ・チーフス           | 09 - 31                   | タンパベイ・バッカニアーズ             | トム・ブレイディ (QB)                             | タンパ                         | 24,835                    | CBS                       |
| 56                        | 2022年02月13日            | シンシナティ・ベンガルズ           | 20 - 23                   | ロサンゼルス・ラムズ                   | クーパー・カップ (WR)                             | イングルウッド                 | 70,048                    | NBC                       |
| 57                        | 2023年02月12日            | カンザスシティ・チーフス           | 38 - 35                   | フィラデルフィア・イーグルス           | パトリック・マホームズ (QB)                       | グレンデール                   | 67,827                    | FOX                       |
| 58                        | 2024年02月11日            | カンザスシティ・チーフス           | 25 - 22 (OT)              | サンフランシスコ・フォーティナイナーズ | パトリック・マホームズ (QB)                       | ラスベガス                     | 61,629                    | CBS                       |
| 59                        | 2025年02月09日            | カンザスシティ・チーフス           | 22 - 40                   | フィラデルフィア・イーグルス           | ジェイレン・ハーツ (QB)                           | ニューオーリンズ               | 65,719                    | FOX                       |
| 60                        | 2026年0                   |                                    |                           |                                        |                                                   | サンタクララ                   |                           | NBC                       |
| 61                        | 2027年0                   |                                    |                           |                                        |                                                   | イングルウッド                 |                           | ABC                       |
| 62                        | 2028年0                   |                                    |                           |                                        |                                                   | アトランタ                     |                           | CBS                       |

※ 太字 側が優勝チーム

## チーム別記録
| AFC所属チーム（29勝） | NFC所属チーム（30勝） |

- シーズンの数字が太字のものはスーパーボウル優勝シーズン
- 数字のうしろのアルファベット・記号の意味
n = 旧NFL所属、N = NFC所属、a = AFL所属、A = AFC所属、† = ワイルドカードからスーパーボウル出場

| 出場回数 | チーム名                               | 優勝 | 敗退 | 勝率  | シーズン                                                                     |
| -------- | -------------------------------------- | ---- | ---- | ----- | ---------------------------------------------------------------------------- |
| 11       | ニューイングランド・ペイトリオッツ     | 6    | 5    | .545  | 1985A†, 1996A, 2001A, 2003A, 2004A, 2007A, 2011A, 2014A, 2016A, 2017A, 2018A |
| 8        | ピッツバーグ・スティーラーズ           | 6    | 2    | .750  | 1974A, 1975A, 1978A, 1979A, 1995A, 2005A†, 2008A, 2010A                      |
| 8        | ダラス・カウボーイズ                   | 5    | 3    | .625  | 1970N, 1971N, 1975N†, 1977N, 1978N, 1992N, 1993N, 1995N                      |
| 8        | サンフランシスコ・フォーティナイナーズ | 5    | 3    | .625  | 1981N, 1984N, 1988N, 1989N, 1994N, 2012N, 2019N, 2023N                       |
| 8        | デンバー・ブロンコス                   | 3    | 5    | .375  | 1977A, 1986A, 1987A, 1989A, 1997A†, 1998A, 2013A, 2015A                      |
| 7        | カンザスシティ・チーフス               | 4    | 3    | .571  | 1966a, 1969a, 2019A, 2020A, 2022A, 2023A, 2024A                              |
| 5        | グリーンベイ・パッカーズ               | 4    | 1    | .800  | 1966n, 1967n, 1996N, 1997N, 2010N†                                           |
| 5        | ニューヨーク・ジャイアンツ             | 4    | 1    | .800  | 1986N, 1990N, 2000N, 2007N†, 2011N                                           |
| 5        | ワシントン・コマンダース               | 3    | 2    | .600  | 1972N, 1982N, 1983N, 1987N, 1991N                                            |
| 5        | ラスベガス・レイダース                 | 3    | 2    | .600  | 1967a, 1976A, 1980A†, 1983A, 2002A                                           |
| 5        | マイアミ・ドルフィンズ                 | 2    | 3    | .400  | 1971A, 1972A, 1973A, 1982A, 1984A                                            |
| 5        | ロサンゼルス・ラムズ                   | 2    | 3    | .400  | 1979N, 1999N, 2001N, 2018N, 2021N                                            |
| 5        | フィラデルフィア・イーグルス           | 2    | 3    | .400  | 1980N, 2004N, 2017N, 2022N, 2024N                                            |
| 4        | インディアナポリス・コルツ             | 2    | 2    | .500  | 1968n, 1970A, 2006A, 2009A                                                   |
| 4        | ミネソタ・バイキングス                 | 0    | 4    | .000  | 1969n, 1973N, 1974N, 1976N                                                   |
| 4        | バッファロー・ビルズ                   | 0    | 4    | .000  | 1990A, 1991A, 1992A†, 1993A                                                  |
| 3        | シアトル・シーホークス                 | 1    | 2    | .333  | 2005N, 2013N, 2014N                                                          |
| 3        | シンシナティ・ベンガルズ               | 0    | 3    | .000  | 1981A, 1988A, 2021A                                                          |
| 2        | ボルチモア・レイブンズ                 | 2    | 0    | 1.000 | 2000A†, 2012A                                                                |
| 2        | タンパベイ・バッカニアーズ             | 2    | 0    | 1.000 | 2002N, 2020N                                                                 |
| 2        | シカゴ・ベアーズ                       | 1    | 1    | .500  | 1985N, 2006N                                                                 |
| 2        | カロライナ・パンサーズ                 | 0    | 2    | .000  | 2003N, 2015N                                                                 |
| 2        | アトランタ・ファルコンズ               | 0    | 2    | .000  | 1998N, 2016N                                                                 |
| 1        | ニューヨーク・ジェッツ                 | 1    | 0    | 1.000 | 1968a                                                                        |
| 1        | ニューオーリンズ・セインツ             | 1    | 0    | 1.000 | 2009N                                                                        |
| 1        | ロサンゼルス・チャージャーズ           | 0    | 1    | .000  | 1994A                                                                        |
| 1        | テネシー・タイタンズ                   | 0    | 1    | .000  | 1999A†                                                                       |
| 1        | アリゾナ・カージナルス                 | 0    | 1    | .000  | 2008N                                                                        |
| 0        | デトロイト・ライオンズ                 | 0    | 0    | —     | N/A                                                                          |
| 0        | クリーブランド・ブラウンズ             | 0    | 0    | —     | N/A                                                                          |
| 0        | ジャクソンビル・ジャガーズ             | 0    | 0    | —     | N/A                                                                          |
| 0        | ヒューストン・テキサンズ               | 0    | 0    | —     | N/A                                                                          |